# 斯維德尼亞
51°30′18″N 33°26′35″E / 51.50500°N 33.44306°E
斯維德尼亞（烏克蘭語：Свидня）是位於烏克蘭東北部的村莊，由蘇梅州科諾托普區的克羅萊韋茨市鎮負責管轄。該村分別距離布伊瓦洛韋0.5公里和克羅列韋茨3.5公里，海拔高度159米，2001年人口64。